# Edelherr
Edelherren waren im Mittelalter ursprünglich oberhalb der Ministerialität rangierende Adelige mit eigener Herrlichkeit, ehefähig mit dem übrigen nicht-fürstlichen Hochadel (z. B. den mittelalterlichen Reichsfreiherren und Grafen). Im weiteren Sinn gehören unter dem Sammelbegriff „edelfrei“ die fürstlichen Geschlechter dazu, da es sich im eigentlichen Sinn um einen landrechtlichen Geburtsstand handelt, der wohl auf die germanischen Edelinge zurückzuführen ist. Der im Mittelalter gebräuchliche Titel „Edelherr“ („nobilis vir“, „nobilis“, „edler Herr“) wurde später durch den Titel „Freiherr“ ersetzt.
Diese Standesbezeichnung wird heute noch vereinzelt von einigen wenigen „uradeligen“ Geschlechtern geführt, die dem hohen oder auch dem niederen Adel angehören. Bekannteste Familie des hohen Adels sind die Fürsten zur Lippe, die diesen Titel in folgender Form führen: „Fürst bzw. Prinz und Edler Herr zur Lippe“, im niederen Adel die Familie Gans Edle Herren zu Putlitz.
Nicht verwechseln sollte man diese Bezeichnung mit dem den briefadeligen Geschlechtern in Bayern und Österreich verliehenen Titel „Edler v.“, auch „Edler Herr und Ritter v.“.